# Lacrimispora sphenoides
Lacrimispora sphenoides es una especie de  bacteria grampositiva del género Lacrimispora. Fue descrita en el año 2020, es la especie tipo. Su etimología hace referencia a forma de cuña. Anteriormente conocida como Clostridium sphenoides, Desulfotomaculum guttoideum y Bacillus sphenoides. Es anaerobia estricta, móvil y formadora de esporas.
Se han descrito casos de osteomielitis en humanos, en bacteriemias y en diarreas.